# Хосе Грагера
Хосе Грагера Амадо (ісп. José Gragera Amado, нар. 14 травня 2000, Хіхон, Іспанія) — іспанський футболіст, півзахисник клубу «Еспаньйол».

## Ігрова кар'єра

### Клубна
Хосе Грагера народився в Хіхоні і є вихованцем місцевого клубу «Спортінг». У 2018 році Хосе підписав з клубом перший професійний контракт.
У 2017 році футболіст почав виступи в резервному складі «Спортінга» (Сегунда Дивізіон Б). В основі команди Грагера дебютував у червні 2019 року в матчі Сегунда Дивізіон, коли вийшов на заміну в матчі проти «Кадіса».
У зимове міжсезоння, в січні 2023 року Грагера перейшов до «Еспаньйола», підписавши з клубом контракт на п'ять з половиною років. 4 лютого 2023 року Грагера провів першу гру в іспанській Прімері.

### Збірна
Хосе Грагера провів п'ять матчів у складі молодіжної збірної Іспанії.